# Amon
| i | mn · n | R8 |

| i | mn · n | R8 |

| M17 | Y5 · N35 | N5 · Z1 | R8 |

| M17 | Y5 · N35 | N5 · Z1 | R8 |

| M17 | Y5 · N35 | N5 · Z1 | M23 | t · Z1 · Z1 · Z1 | R8 |

| M17 | Y5 · N35 | N5 · Z1 | M23 | t · Z1 · Z1 · Z1 | R8 |

| C12 |

| C12 |

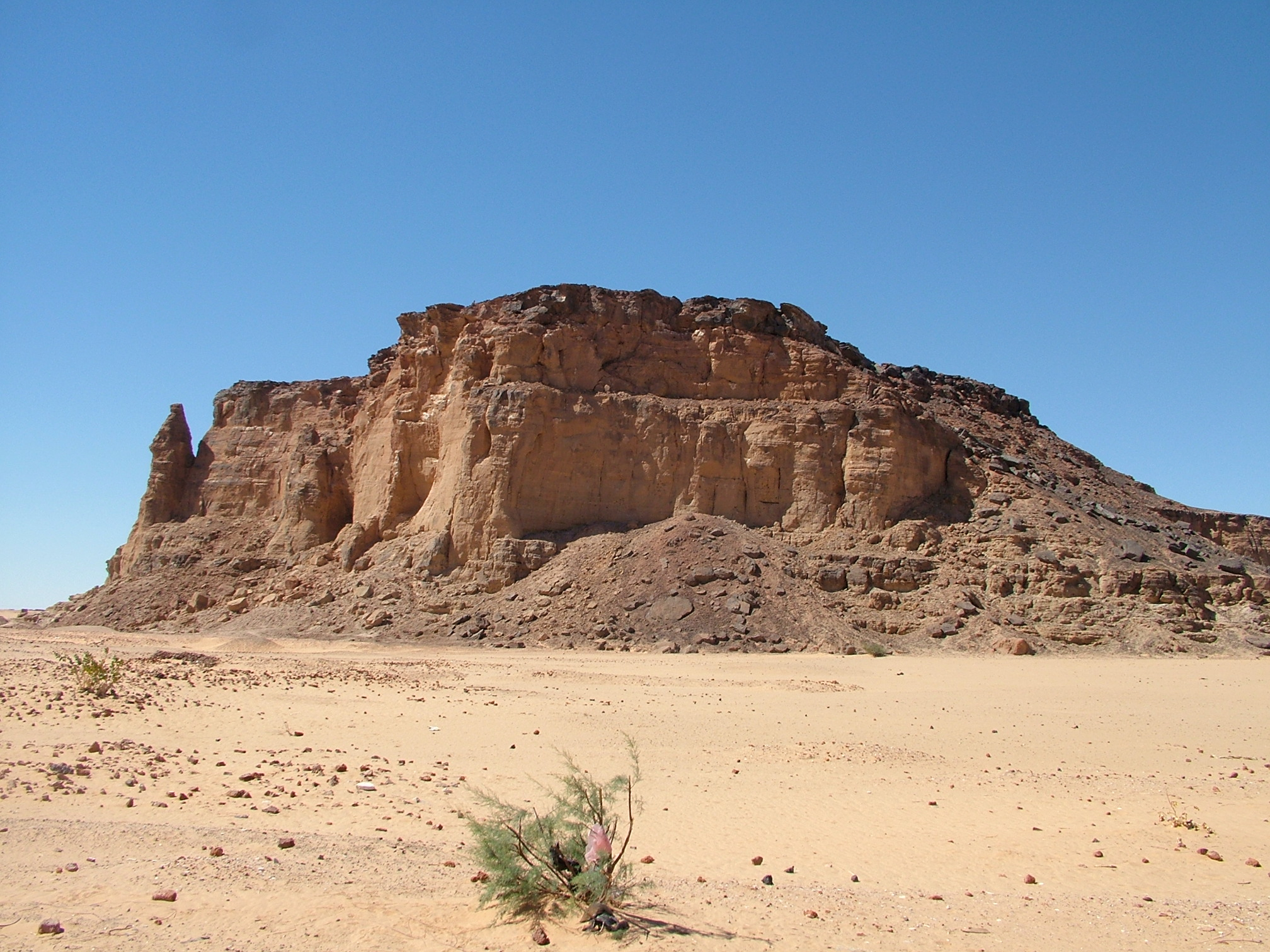
Hora Džebel Barkal v Núbii byla Egypťany a později Kušity pokládána za posvátnou jako místo Amonova zrození

Amon (zpravidla překládáno jako „Skrytý“, v transliteraci z hieroglyfického písma jmnw, řecky Αμμων – Ammón, event. Άμμων – Hammón, do češtiny méně často přepisováno podle jinojazyčných verzí odvozených z koptštiny jako Amun), po svém ztotožnění se slunečním bohem Reem označovaný také jako Amon-Re (přepisováno také jako Amenre, Amunre apod.), je významný staroegyptský bůh se složitým a prozatím ne zcela srozumitelným teologickým vývojem, jehož podstata byla podle starověkých Egypťanů tajemná, neproniknutelná a nepřístupná nejen lidem, ale i ostatním bohům. V této roli, třebaže ještě nikoli ve vystupňované podobě, nejspíše už ve starší době vystupuje např. v chemenské nauce o Osmeru.
Amon je doložen nejdříve v závěru Staré říše v textech pyramid. Původně byl snad lokálním bohem města Vesetu, ale není jisté, zda jeho uctívání zde není až druhotné. Vzestup jeho kultu souvisel s růstem mocenského vlivu vesetských knížat, kteří jako 11. dynastie v Egyptě vojenskou silou ukončili období politických zmatků. V době Nové říše, kdy se Veset stal hlavním městem rozsáhlé egyptské říše, dosáhl svého vrcholu – Amon byl v jeho rámci pokládán za prvotního Stvořitele, za Krále bohů a za otce panovníků a nabyl povahy univerzálního transcendentálního boha s výrazně henoteistickými rysy, takže jeho uctívání se fakticky stalo ústředním „státním“ kultem. Synergické působení Amonovy povahy specifické v rámci egyptského náboženství, intenzivní podpory jeho kultu panovníky a stoupajícího všestranného vlivu jeho profesionalizovaného kněžstva se ukázalo jednou z okolností stojících na počátku proměny tradičního egyptského světonázoru, jíž se neúspěšně pokusil čelit Achnaton svou náboženskou reformou. Ačkoli počínaje 26. dynastií výlučnost Amonova postavení v egyptském náboženství byla nakonec pozvolna nivelizována, stále zůstával jedním z nejvýznamnějších bohů a ve své někdejší pozici už nebyl až do zániku staroegyptské kultury nahrazen žádným jiným bohem.
Hlavním střediskem Amonova kultu v Egyptě byl vesetský karnacký a později i luxorský chrám na východním břehu Nilu a zádušní chrámy panovníků na břehu západním; zde se od doby Nové říše konaly významné svátky Ipet a Krásný svátek údolí. Pro svůj význam však Amon měl svatyně po celém Egyptě; v pozdější době byl významným např. chrám v Džanetu. V důsledku egyptského mocenského a/nebo kulturního vlivu se kult hlavního říšského boha rozšířil i mimo samotný Egypt. V Núbii se jeho střediskem stal od 18. dynastie chrám v pozdější Napatě na úpatí hory Džebel Barkal a snad od 4. století př. n. l. nejspíše už samotnými Kušity založený chrám v Meroe. Mezi Berbery získal na významu od doby 26. dynastie vybudováním chrámu v oáze Síwa, odkud se pak šířil karavanními cestami jednak dále na západ, jednak přes Kyrénu dále do Řecka. Řekové Amona ztotožňovali s Diem; jeho uctívání je od 5. století př. n. l. doloženo v Athénách, Spartě a Thébách, přičemž jeho známosti v celém antickém Středomoří přispíval věhlas věštírny v síwském chrámu, který z tohoto důvodu navštívil i Alexandr Veliký a byl zde věštbou prohlášen za Amonova syna. Zánik Amonově kultu přineslo až zavedení křesťanství, resp. islámu jako státního náboženství.
Amon byl zobrazován zpravidla antropomorfně v podobě muže obvykle s čelenkou se  dvěma vysokými pery, jejíž součástí může být i  sluneční kotouč, a s dalšími božskými a královskými odznaky; v tomto pojetí se velice blížil královské ikonografii. Protože jeho posvátným zvířetem byl beran, může mít také podobu muže s beraní hlavou se zahnutými rohy, které se vedle jeho jiných atributů staly symbolem využívaným při zobrazování panovníků pro zdůraznění jejich vztahu k tomuto bohu, případně podobu berana samotného. Méně často se objevuje v podobě nilské husy nebo hada.

## Původ
Původ Amona a jeho kultu je nejasný. Dřívější egyptologové se domnívali, že Amon je původně totožný s Minem doloženým už od nejstarší historické doby v Koptu; vycházeli přitom nejen z podobnosti jejich jmen, ale také ze skutečnosti, že ihned od počátku Amonovy doložitelnosti ve Vesetu v  době 11. dynastie zde obě postavy sdílely celou řadu podobností a že jejich kulty spolu výrazně splývaly. Kurt Sethe se naproti tomu domníval, ačkoli shody mezi oběma bohy nepopíral, že Amon a spolu s ním i jeho ženský protějšek Amaunet pocházejí z Chemenu, kde byli členy tamního Osmera a odkud byl jejich kult teprve na počátku Střední říše přenesen do Vesetu. Není ovšem jisté, zda Amon – člen Osmera byl od samého počátku týž bůh jako Amon vesetský, nebo zda jde o shodu jmen dvou původně odlišných postav, které byly teprve na jejím základě dodatečně ztotožněny. Existují proto i odlišné interpretace. Například, jak shrnuje Miroslav Verner, „Ètienne Marie-Felix Drioton… považoval Amona za méně významného boha větru, kterého původně uctívali lodníci na Nilu v oblasti středního Egypta. Naproti tomu François Daumas se domníval, že Amon byl původní místní bůh“ Vesetu.
Jeho jméno bylo už ve starověku Egypťany odvozováno od slovesa ´imn – „skrývat“; za patrně nejvýstižnější vyjádření podstaty jeho jména pokládali „Ten, který sám sebe utajuje“. Podle řidčeji zastávaného názoru některých badatelů to je ovšem třeba pokládat za druhotné vysvětlení a namísto toho etymologii spojují s libyjským aman – „voda“.
Ojedinělé doklady Amonova kultu pocházejí ze samého závěru Staré říše, od doby 11. dynastie se objevuje jako bůh sídelního města Vesetu. V době Nové říše se Amon v podobě Amon-Rea (Amenrea) vzniklé spojením se slunečním bohem Reem stal jedním z nejdůležitějších bohů – stvořitelů a hlavních ochránců panovníka a celého státu. Egypťané této doby jej sice mohli označovat za „Krále bohů“ a v rámci teologických spekulací pro něj používali další významově analogická epiteta (což se odráží v současných překladech textů hojným užíváním tohoto obratu), nikdy však žádného ze svých bohů skutečně nechápali jako hierarchicky nadřazeného ostatním. Přestože v pozdější době jeho význam opět poklesl, zůstával jedním z nejdůležitějších egyptských bohů.
Řekové Amona pro jeho význam ztotožňovali se svým nejvyšším bohem Diem a v době Ptolemaiovců, kteří jinak preferovali kulty jiných bohů (zejména Esety a Hora) byl uctíván jako Αμμονρασονθηρ – Amorasonther, což je pořečtěná forma Amon-Reova oslovení jako „nejvyššího z bohů“.
Podle egyptologa Jana Assmanna stojí Amonův kult na počátku proměny egyptského náboženského myšlení, které se neúspěšně pokusil čelit faraon Achnaton svou náboženskou reformou. Jedním z důsledků tohoto vývoje bylo ustavení tzv. Amonova božího království v Horním Egyptě po zániku 20. dynastie.
Hlavním centrem Amonova kultu byl hornoegyptský Veset, kde tvořil božskou triádu s bohyní Mut a bohem Chonsuem, pro Amonův velký význam se ale jeho kultovní místa nacházejí po celém Egyptě. Zvláštního významu dosáhl např. chrám v oáze Síwa s proslulou věštírnou zbudovaný v době 26. dynastie faraonem Vahibrem, kterou pro její věhlas navštívil také Alexandr Veliký.

## Ikonografie

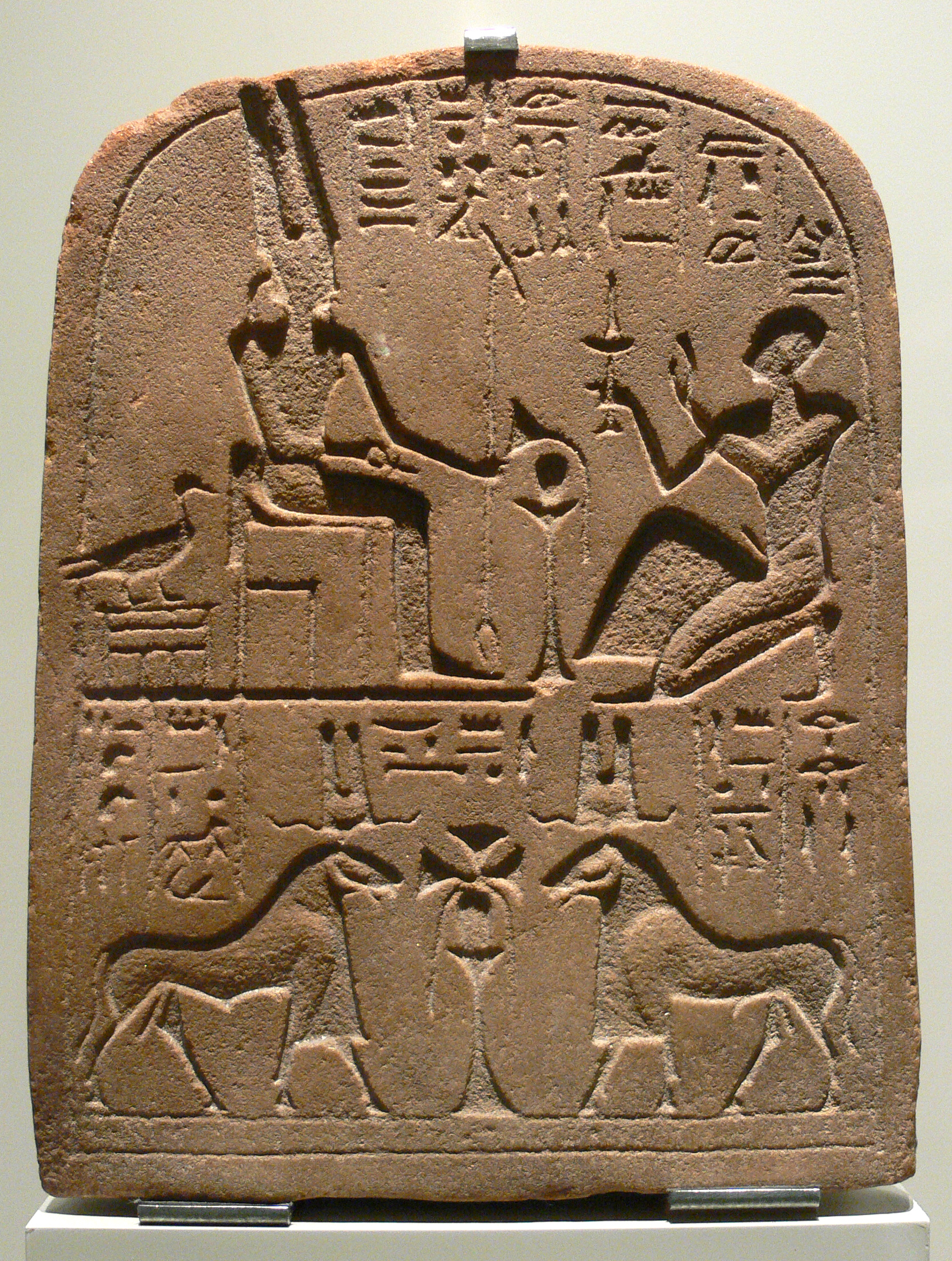
Stéla se třemi podobami Amona: muž, husa, beran

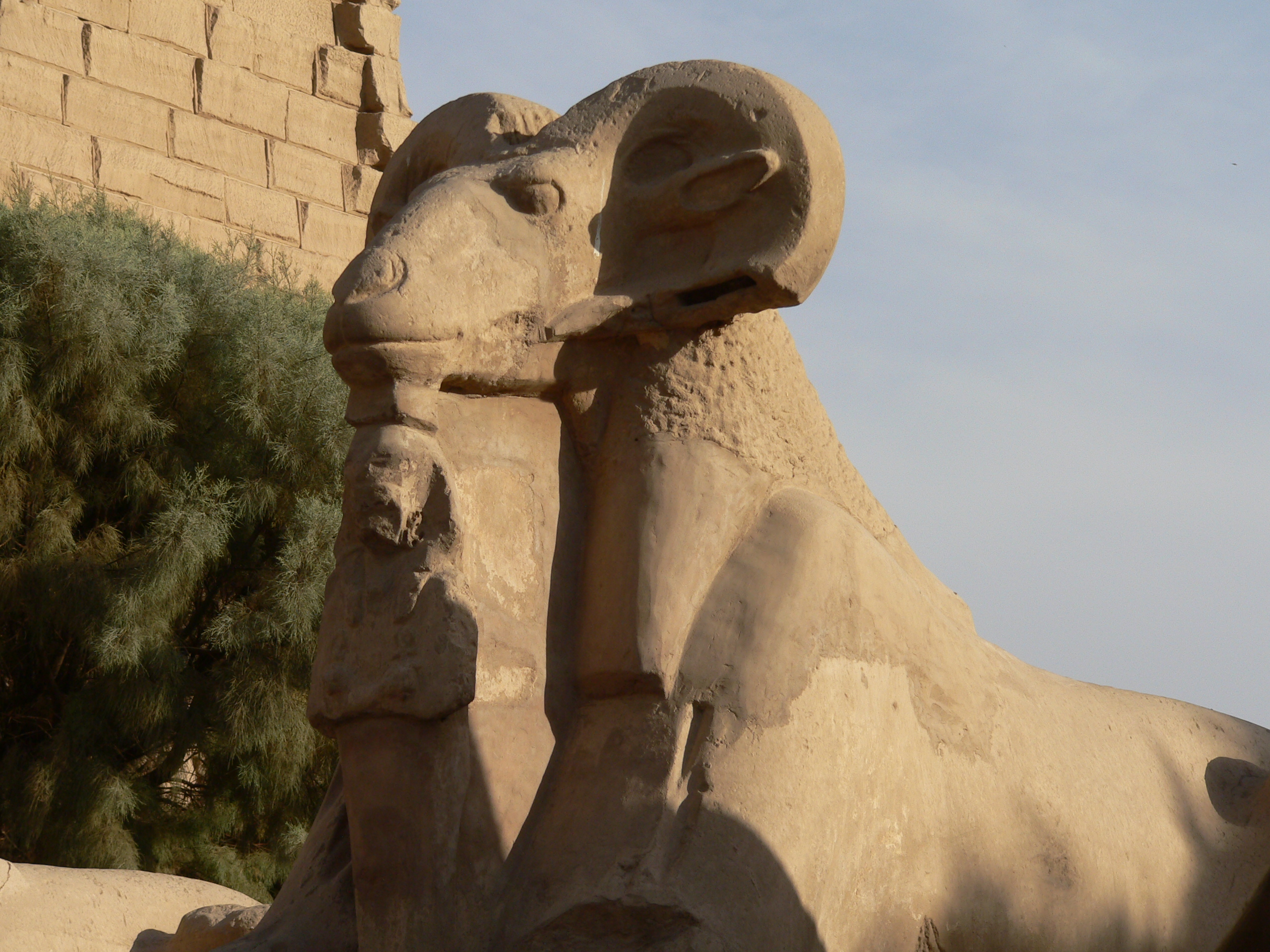
Amon v podobě beraní sfingy ochraňuje panovníka

Amon je v základní podobě zobrazován zpravidla antropomorfně jako muž s božskými a královskými odznaky – kromě božského vousu, panovnických žezel, kříže anch, hole vas, která je současně hieroglyfickým znakem s významem „moc“, a dalších obvyklých atributů může svírat srp odkazující na jeho roli válečného boha darujícího faraonům vítězství v bitvách. Jeho hlavním atributem je vysoká péřová koruna se dvěma (pravděpodobně pštrosími) pery, někdy rozdělenými na dvě poloviny a dále vodorovně na sedm částí. Podle převažujícího výkladu tato čelenka symbolizovala Amonovu skrytost: vítr, který pera rozechvíval, byl vnímán jako neviditelná a přesto působící síla analogická povaze Amona. Jako Amon-Re mívá korunu před pery doplněnu slunečním kotoučem. V době po Achnatonově reformě byla pro znázornění těla boha preferována modrá barva, není to však pravidlem.

Amonovým posvátným zvířetem byl beran, proto se na jeho vyobrazeních někdy objevují i beraní rohy. V pozdějším období může být proto také zobrazován (ovšem méně často než antropomorfně) v podobě muže s beraní hlavou, eventuálně berana nebo beraní sfingy, kdy je na lví tělo nasazena hlava berana. Zřídka mívá podobu husy nebo hada.

Amon
Amon (poamarnské období)
Amon-Re
Amon-Re (poamarnské období)